# Agentura pro ochranu životního prostředí

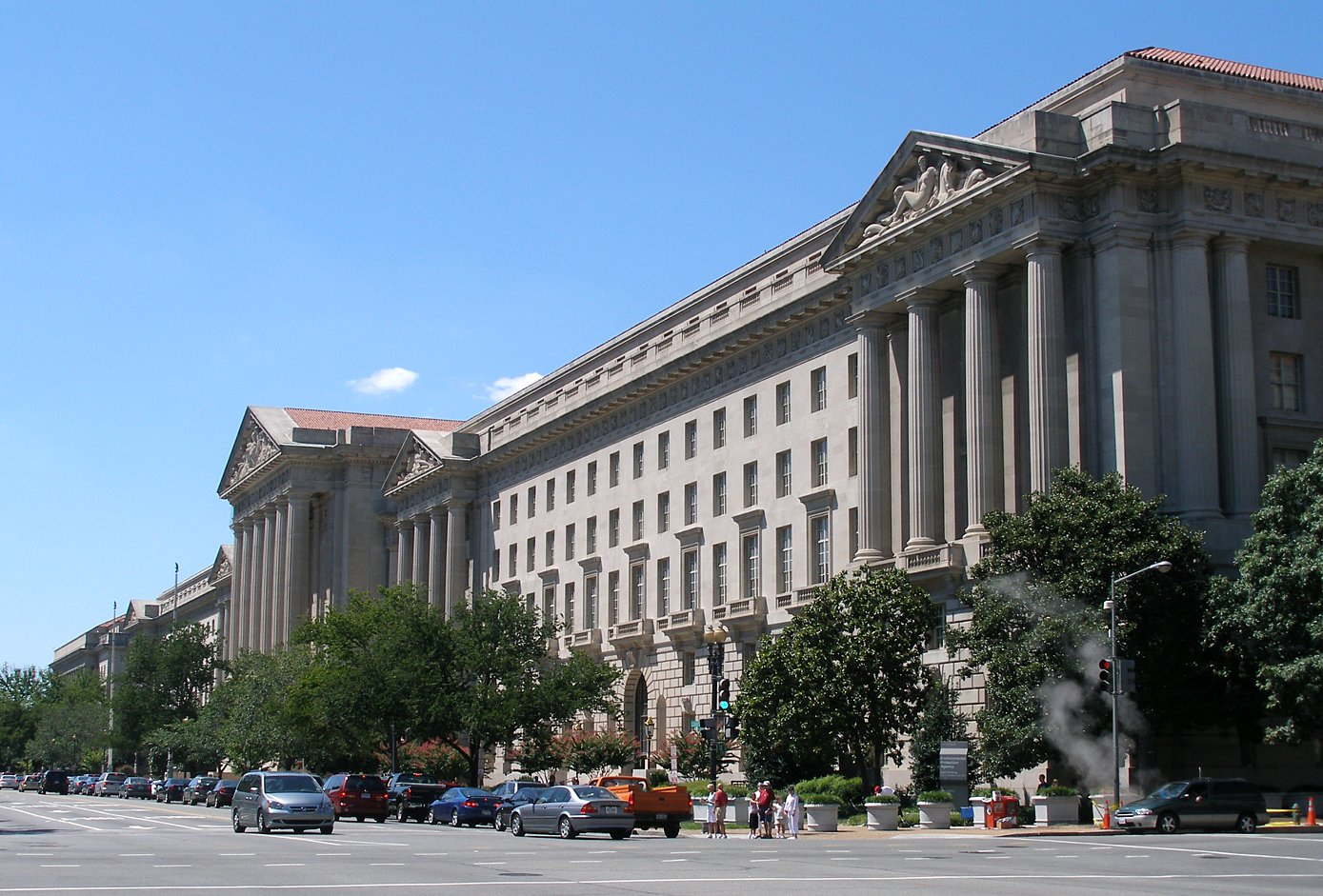
Ústředí agentury ve Washingtonu, D.C.

Agentura pro ochranu životního prostředí (U.S. Environmental Protection Agency zkráceně EPA či USEPA) je agentura, spadající pod federální vládu Spojených států amerických, pověřená ochranou lidského zdraví a životního prostředí; vzduchu, vody a země.
EPA začala fungovat 2. prosince 1970, po založení prezidentem USA Richardem Nixonem. Má asi 14 tisíc zaměstnanců, 10 regionálních poboček a 27 laboratoří.

## Dieselgate
V září 2015 agentura odstartovala emisní skandál automobilky Volkswagen nazývaná také „dieselgate“, když zveřejnila informaci o tom, že německá automobilka Volkswagen, vybavila své automobily s dieselovými motory TDI softwarem, který snižoval množství vznikajících oxidů dusíku (NOx) během laboratorních testů výfukových plynů, aby splnila zákonný limit.

## Kontaminace řeky Colorado
Pracovníci agentury nechtěně způsobili v létě 2015 znečistění řeky Colorado, když do ní vypustili kontaminované vody z dolu Gold King Mine.